# Original Hits
Original Hits là một album tuyển tập của nam ca sĩ nhạc rap Pitbull. Album được phát hành vào ngày 8 tháng 5 năm 2012. Trong album có sự góp giọng của nhiều ca sĩ nổi tiếng, một số bản phối khí các ca khúc cũ của anh và một số ca khúc chưa từng được công bố trước đó.

## Danh sách ca khúc
| STT | Nhan đề                                                    | Sản xuất                                            | Thời lượng |
| --- | ---------------------------------------------------------- | --------------------------------------------------- | ---------- |
| 1.  | "The Anthem" (hợp tác với Lil Jon)                         | Mattos, Armando C. Perez                            | 4:04       |
| 2.  | "Culo" (hợp tác với Lil Jon)                               | Smith, Perez                                        | 3:39       |
| 3.  | "Go Girl" (hợp tác với Trina & Young Bo$$)                 | Bowen-Petterson, Perez                              | 3:49       |
| 4.  | "Hey You Girl"                                             | Jim Jonsin, Perez, Wilson                           | 3:46       |
| 5.  | "Dammit Man" (Remix)(hợp tác với Lil' Flip)                | Johnsin, Perez, Scheffer                            | 3:46       |
| 6.  | "Bojangles" (Remix)(hợp tác với Ying Yang Twins & Lil Jon) | Holmes, Jackson, Perez                              | 4:29       |
| 7.  | "Midnight" (hợp tác với Casely)                            | Jacob Aminov, Pérez                                 | 3:32       |
| 8.  | "Ay Chico (Lengua Afuera)"                                 | Mr. Collipark                                       | 3:25       |
| 9.  | "Descarada (Dance)" (hợp tác với Vybz Kartel)              | Don "Vendetta" Bennett                              | 3:02       |
| 10. | "Que Tu Sabes D'eso" (hợp tác với Fat Joe & Sinful)        | Oak, Andrew "Papa Justifi" Wansel                   | 4:03       |
| 11. | "Come See Me"                                              | DJ Toomp                                            | 3:07       |
| 12. | "Fuego"                                                    | Mr. Collipark                                       | 3:49       |
| 13. | "Voodoo"                                                   | Lil Jon                                             | 3:47       |
| 14. | "Toma" (hợp tác với Lil Jon)                               | Perez, Smith                                        | 3:33       |
| 15. | "Shake" (Ying Yang Twins hợp tác với Pitbull)              | Mr. Collipark, Holmes, Jackson, Kranz, Perez, Scott | 4:01       |
| 16. | "Lemonhead Delight" (hợp tác với Vedo-No Shake & Bang)     | Perez                                               | 4:45       |
| 17. | "Guilty By Association"                                    | Diaz, Perez                                         | 3:58       |
| 18. | "Se Acabó"                                                 | Perez                                               | 3:54       |